# Aston Martin Vantage
Aston Martin Vantage je vysoce výkonný sportovní automobil vyráběný britskou automobilkou Aston Martin ve dvou generacích, v té první od roku 2005 do roku 2018, a ve druhé od roku 2018 do současnosti.
Aston Martin již dříve používal název "Vantage" pro ty nejvíce výkonné varianty svých vozů třídy Gran Turismo, jako například u modelu DBS ze 70. let a poté pro vůz Virage z 90. let. Moderní samostatný Vantage byl ale naopak při svém představení a stále je nejmenším a nejhbitějším vozem v nabídce Astonu, a více než pro automobilku typičtější vozy Gran Turismo jde o čistě sportovní vůz. Už od začátku prodeje byl zamýšlen jako model, který má oslovit potenciální kupce vozů jako je Porsche 911, spíše než kupce luxusních sportovních vozů GT, s nimiž Aston Martin tradičně soupeří.
Výroba první generace Vantage s motorem V8 skončila v roce 2017, zatímco výroba modelu s motorem V12 pokračovala až do roku 2018. První generace Vantage byl prodejně nejúspěšnějším modelem v historii značky Aston Martin. Druhá generace vozu Vantage byla představena v listopadu 2017 a sériová výroba byla zahájena v následujícím roce.

## První generace (2005–2018)

### Technické specifikace a prodej
Po představení koncepčního vozu AMV8 Vantage v roce 2003 na North American International Auto Show v Detroitu byla v roce 2005 na ženevském autosalonu představena sériová verze vozu pod názvem V8 Vantage. Kromě kupé byl později v témže roce představen i kabriolet, prodávaný jako V8 Vantage Roadster.
Vůz V8 Vantage byl při začátku prodeje poháněn vidlicovým osmiválcem o objemu 4,3 litru, který dosahoval výkonu 385 koní (283 kW) při 7 300 ot/min a točivého momentu 409 N⋅m při 5 000 ot/min. Po modernizaci v roce 2008 začal být vůz dodáván s výkonnějším osmiválcem o objemu 4,7 litru s výkonem 426 koní (313 kW) a točivým momentem 470 N⋅m. Ačkoli obě verze motoru vycházely z motoru AJ-V8 od Jaguaru, Aston Martin si je poté sám upravoval a vylepšoval – vůz měl například vlastní systém mazání se suchou skříní, což umožnilo uložit motor nízko v šasi pro zlepšení těžiště vozu. Blok a hlavy válců, kliková hřídel, ojnice, písty, vačkové hřídele, sací a výfukové potrubí, mazací systém a celkové nastavení motoru byly navrženy ve vlastní režii Astonu Martin a motor byl ručně montován v továrně automobilky v německém Kolíně nad Rýnem, kde se vyráběl také motor V12 pro modely DB9 a Vanquish. Vůz s motorem vepředu má rozložení hmotnosti 49/51 mezi přední a zadní nápravou a standardem byly také sportovní brzdy Brembo s drážkovanými kotouči.

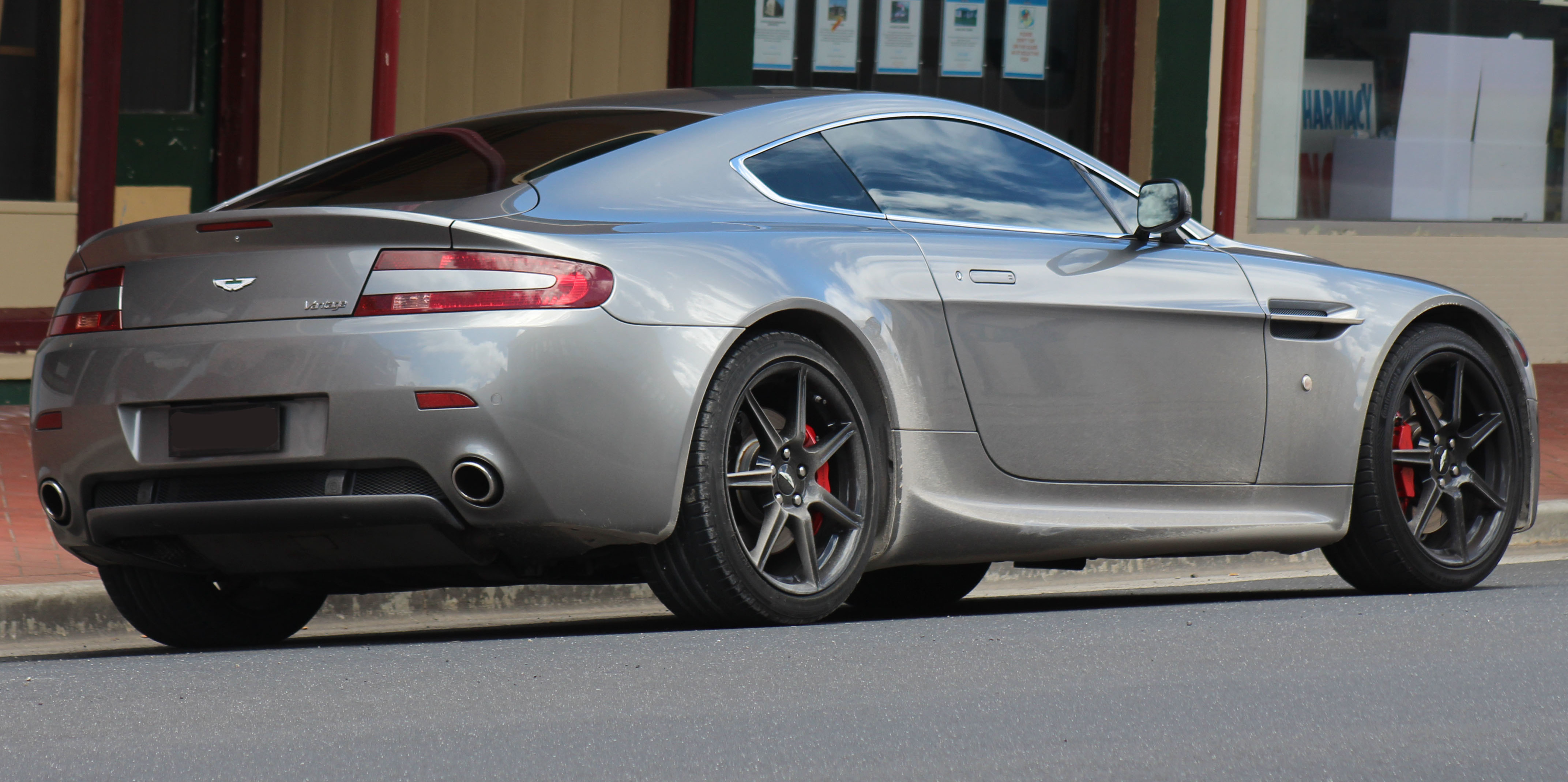
Aston Martin V8 Vantage

V8 Vantage z let 2005 až 2008 a motorem 4,3l dokázal zrychlit z 0 na 100 km/h za 4,8 sekundy a dosáhl maximální rychlosti 282 km/h. V posledním roce prodeje 4,3litrové verze v roce 2008 začal Aston Martin za příplatek nabízet balíček vylepšení motoru, nazvaný V8 Vantage Power Upgrade, který zvýšil výkon o 20 koní (15 kW) na celkových 406 koní (298 kW), zatímco maximální točivý moment se zvýšil o 10 N⋅m na celkových 420 N⋅m.
V roce 2006 byla prodejní cena modelu V8 Vantage 79 000 britských liber, 110 000 amerických dolarů nebo 104 000 eur a Aston Martin plánoval vyrobit až 3 000 vozů ročně. Součástí základní výbavy byla šestistupňová manuální převodovka a kožené čalounění sedadel, palubní desky, volantu a řadicí páky. Později byla jako příplatková výbava zařazena do nabídky nová šestistupňová automatizovaná manuální převodovka, podobná těm, které zpopularizovaly automobilky jako Ferrari a Lamborghini, nazvaná Sportshift.

### Ohlas a reakce na vůz
Vůz byl po svém představení vyvolal pozitivní ohlasy od motoristického tisku. Magazínem Car Design News byl v roce 2006 zvolen nejlépe vypadajícím sériové vyráběným vozem v anketé s více než 1 000 odpovědmi, většinou od automobilových designérů a studentů průmyslového a automobilového designu. Vantage byl také chválen magazínem Automobile, který jej v roce 2007 vyzdvihoval za výkon, jízdní vlastnosti a design. Vantage byl také spolu s vozem Aston Martin DB9 jediným vozem, jenž byl podle televizního pořadu Top Gear tak "cool", že si zasloužil vlastní kategorii a chvály se dočkal především od Jeremyho Clarksona, jednoho z tehdejších moderátorů.

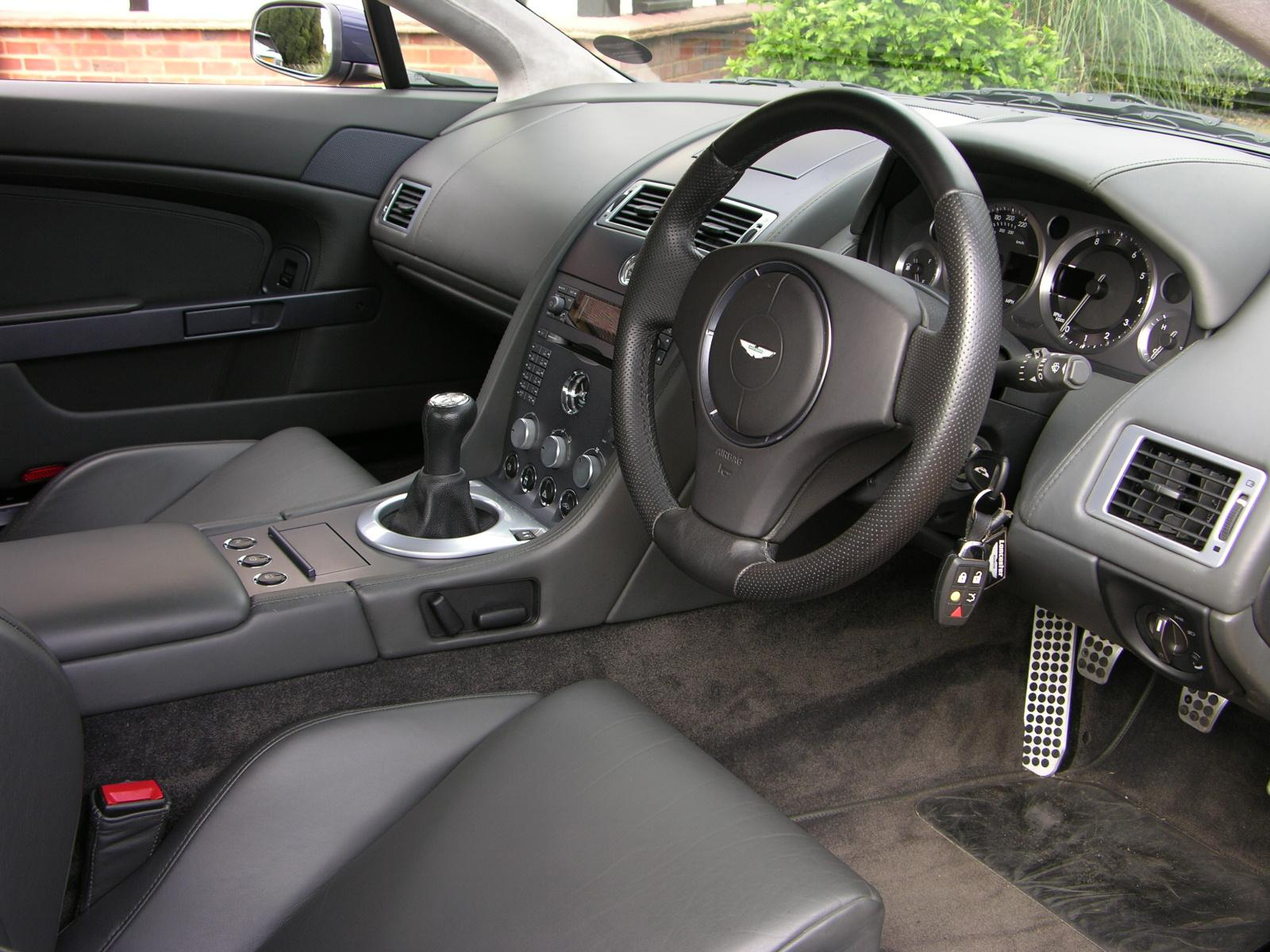
Interiér (před modernizací)

O tom, kdo navrhl vychvalovaný design vozu, je dodnes diskutováno. Oficiálně je design připisován Henriku Fiskerovi, řediteli designu Aston Martin v době uvedení modelu Vantage na trh. Některé zdroje, včetně samotného Calluma, však tvrdí, že Ian Callum, tehdejší ředitel designu Jaguaru a bývalý ředitel designu Aston Martin, byl zodpovědný za vytvoření velké části designu Vantage během svého působení v Aston Martin, ještě před nástupem Fiskera. V rozhovoru pro magazín Car and Driver Callum na otázku, jak velká část designu Vantage byla dokončena pod jeho dohledem, odpověděl, že téměř 80 procent, a že byl Vantage navržen ještě před modelem DB9 (který byl na trh uveden již v roce 2004).
Ačkoli je Vantage pořád vcelku vzácným vozem, úspěch modelu byl patrný již od začátku prodeje a byl dále podtržen 10 000. vyrobeným vozem již v první polovině roku 2008. Ačkoli výroba 10 000 vozů je na poměry typických automobilek nepatrné číslo, pro Aston Martin to byl významný milník - DB9 je jediným dalším modelem značky, který tohoto počtu vyrobených kusů dosáhl. Do konce výroby v roce 2017 vyrobil Aston Martin 15 417 kupé V8, 6 231 roadsterů V8, 2 551 kupé V12 a 465 roadsterů V12. Ačkoli silná poptávka po modelu Vantage přispěla v tomto období k popularizaci značky Aston Martin, výroba byla stále limitovaná  – například Porsche na začátku 21. století vyrábělo více než 20 000 vozů modelu 911 ročně.

### Modernizace

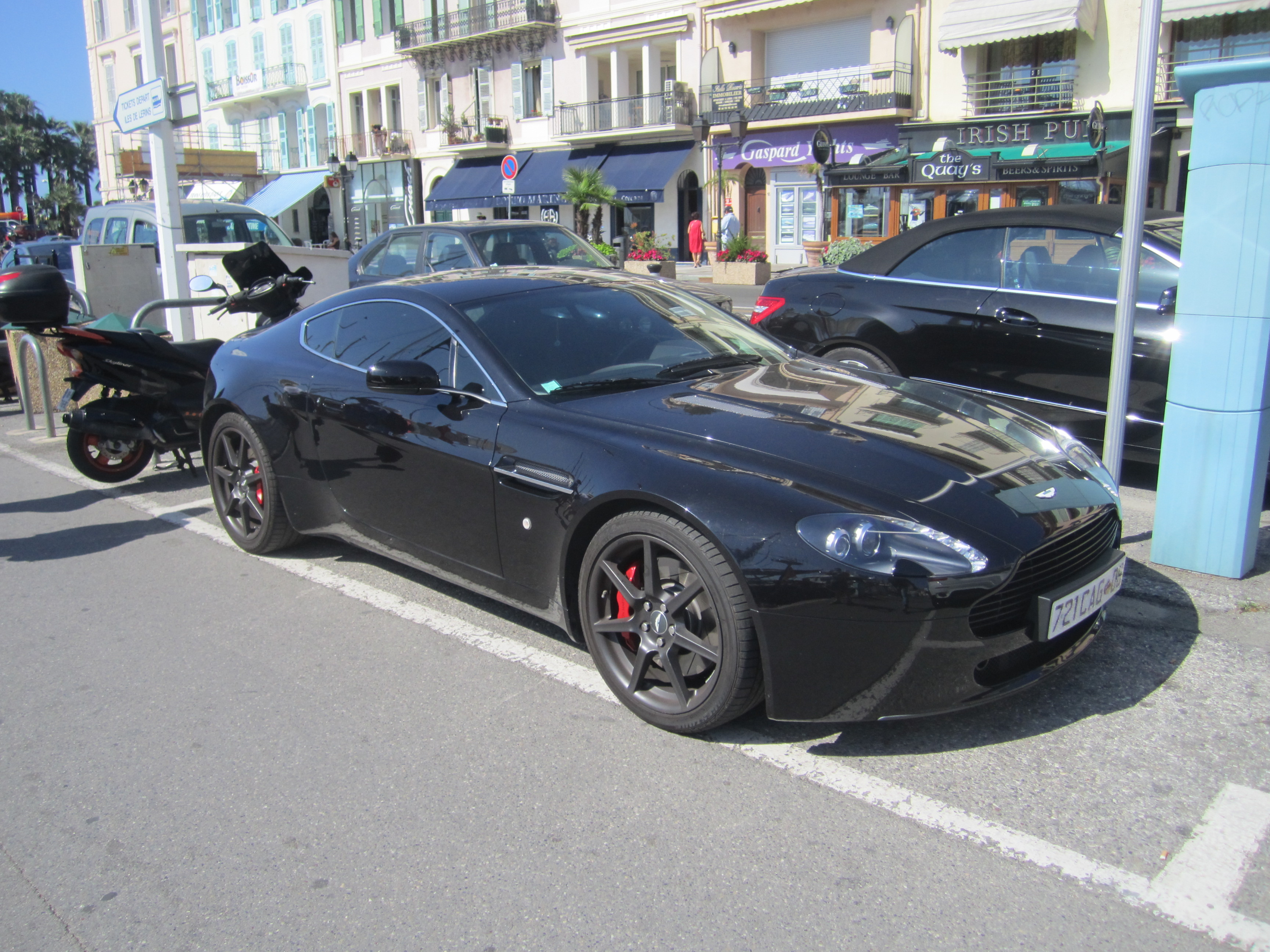
Aston Martin V8 Vantage (po prvním faceliftu, 2010)

V květnu 2008 Aston Martin představil první modernizaci modelu Vantage, které zahrnovaly výše zmíněné posílení motoru, který měl nyní objem 4,7 litru, úpravu převodovky, odpružení, dalších mechanických částí a vzhledu exteriéru a interiéru. Na přání byl nabízen sportovní paket s tužšími pružinami pro lepší jízdní vlastnosti a novými pětipaprskovými koly z lehkých slitin. Vůz nyní také umožňoval řidiči zvolit si mezi výchozím sportovním a komfortním režimem jízdy. Snížila se také průměrná spotřeba paliva a produkce emisí CO2 o 13 %. Mírně se změnil interiér, kde byla modernizována středová konzole, nyní podobná té v modelech DBS V12 a DB9. Modernizovaný Vantage měl výkon 426 koní (313 kW) při 7 000 ot/min a maximální točivý moment 470 N⋅m při 5 750 ot/min, což vozu poskytlo lepší výkon hlavně ve středních rychlostech a vyšší maximální rychlost 290 km/h. V silničním testu provedeném magazínem Car and Driver zrychlil Vantage z 0 na 100 km/h za 4,3 sekundy a čtvrt míle ujel za 12,7 sekundy a dosáhl při tom rychlosti 180 km/h.
Druhou, menší, modernizací vůz prošel v roce 2012. Šestistupňová převodovka Sportshift u základního modelu byla nahrazena sedmistupňovou převodovkou Sportshift II, která se již používá ve sportovnějším modelu V8 Vantage S. Vůz také dostal modernizované šestipístkové přední brzdové třmeny a design přední a zadní části začal používat designové prvky, které byly původně vyhrazeny pouze pro sportovní verzi S.

### Verze
Během třinácti let výroby modelu Vantage vzniklo 28 různě odlišných variant tohoto vozu, mezi nimiž například:

#### Vantage Roadster (2006–2017)

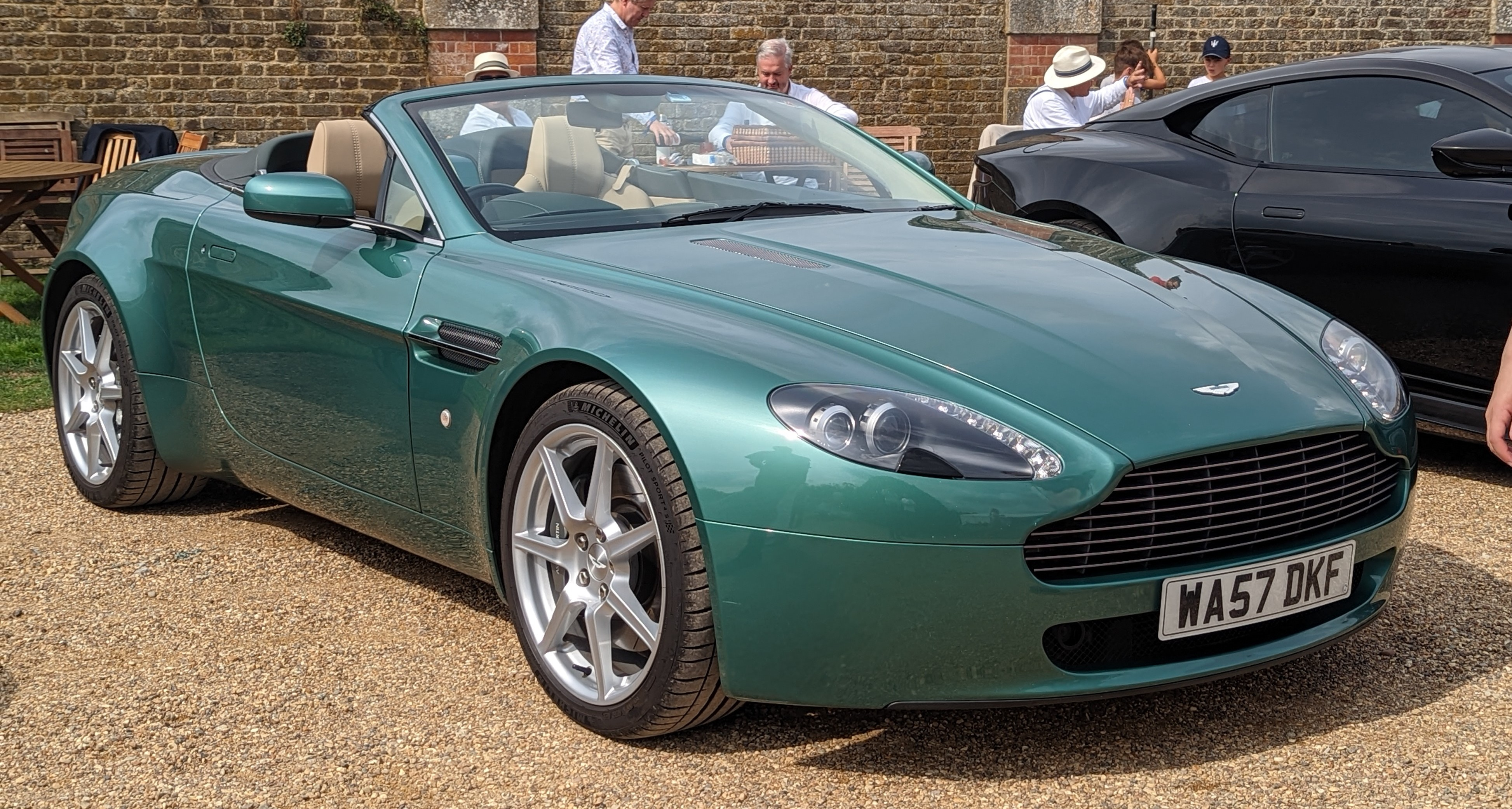
Aston Martin Vantage V8 Roadster (před faceliftem, 2007)

Na autosalonu v Los Angeles v roce 2006 Aston Martin představil model V8 Vantage Roadster. Kabriolet s pohotovostní hmotností 1 710 kg je o 80 kg těžší než kupé, ale Aston Martin tvrdil, že oba vozy budou disponovat stejným výkonem a jízdními vlastnostmi. Aby se kompenzovala ztráta střechy a tudíž pevnosti karoserie, byl do rámu přidán nový, mimořádně tuhý příčný nosník. Střechu bylo možné elektronicky zvednout nebo spustit za 18 sekund a bylo možné ji ovládat při rychlosti až do 48 km/h. Vůz měl stejný 4,3litrový vidlicový osmiválec z verze kupé o výkonu 385 koní (283 kW) při 7 000 ot/min a točivém momentu 409 N⋅m při 5 000 ot/min spolu s maximální rychlostí 282 km/h. Z 0 na 100 km/h zrychlí za 4,9 sekundy, stejně jako kupé. Vantage Roadster po modernizaci v roce 2008 dostal stejné prvky jako kupé, plus navíc nové dveře, interiér byl nyní v kombinaci kůže a Alcantary, středový panel a konzole ze zinkové slitiny a speciální klíč s křišťálovým krytem. Vůz byl rovněž vybaven modernizovaným osmiválcem o objemu 4,7 litru, který dosahoval stejných parametrů jako kupé: výkon 426 koní (313 kW), točivý moment 470 N⋅m, zrychlení z 0 na 100 km/h za 4,7 sekundy a maximální rychlost 290 km/h.

#### Vantage N400 (2007); N420 (2010); N430 (2015)
Na oslavu závodních úspěchů automobilky na Nürburgringu představil Aston Martin v roce 2007 na frankfurtském autosalonu limitovanou edici N400. Osmiválec 4,3l byl vyladěn na výkon 400 koní (298 kW), odtud také název, a vůz dostal sportovní paket, který zahrnoval lehčí kola s grafitovou povrchovou úpravou, vylepšené pružiny a tlumiče a nový zadní stabilizátor. N400 byl k dispozici ve třech speciálních barvách laku: černé Bergwerk, stříbrné Lightning a oranžové Karussell. Každý vůz N400 se dodával s perforovaným koženým čalouněním, které zahrnovalo mapu Nürburgringu vyšitou na středové loketní opěrce a plaketu s číslem vozu.

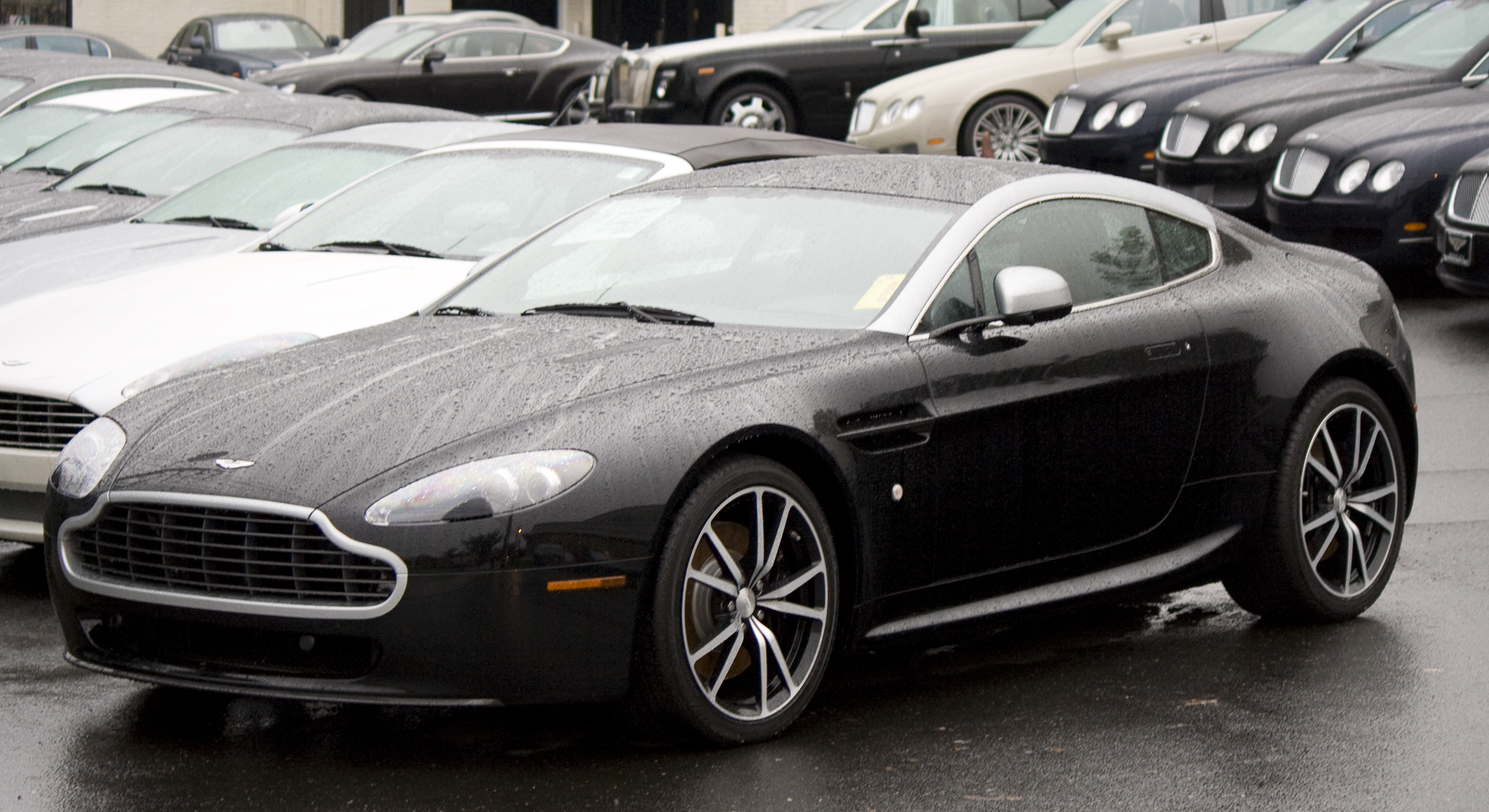
Aston Martin Vantage N420 (2010)

Aston Martin vůz přímo na okruhu Nordschleife na Nürburgringu i testoval, a vůz zde dokázal zajet kolo pod osm minut. Paket N400 byl k dispozici buď jako kupé, nebo jako roadster, přičemž celkem bylo vyrobeno 480 exemplářů (240 kupé, 240 roadsterů) – počet kusů symbolizující fakt, že 8 minut je 480 sekund.
V roce 2010 a poté v roce 2015 se podobné edice vrátily, pod jménem N420, respektive N430, které měly opět počet koňských sil odpovídající názvu a pro tyto verze exkluzivní dopňky na exteriéru a v interiéru, či speciální zbarvení karoserie. Došlo i k úpravám některých mechanických částí, takže verze N420 byla například o 27 kg lehčí, než standardní vůz.

#### V8 Vantage S (2011–2017)

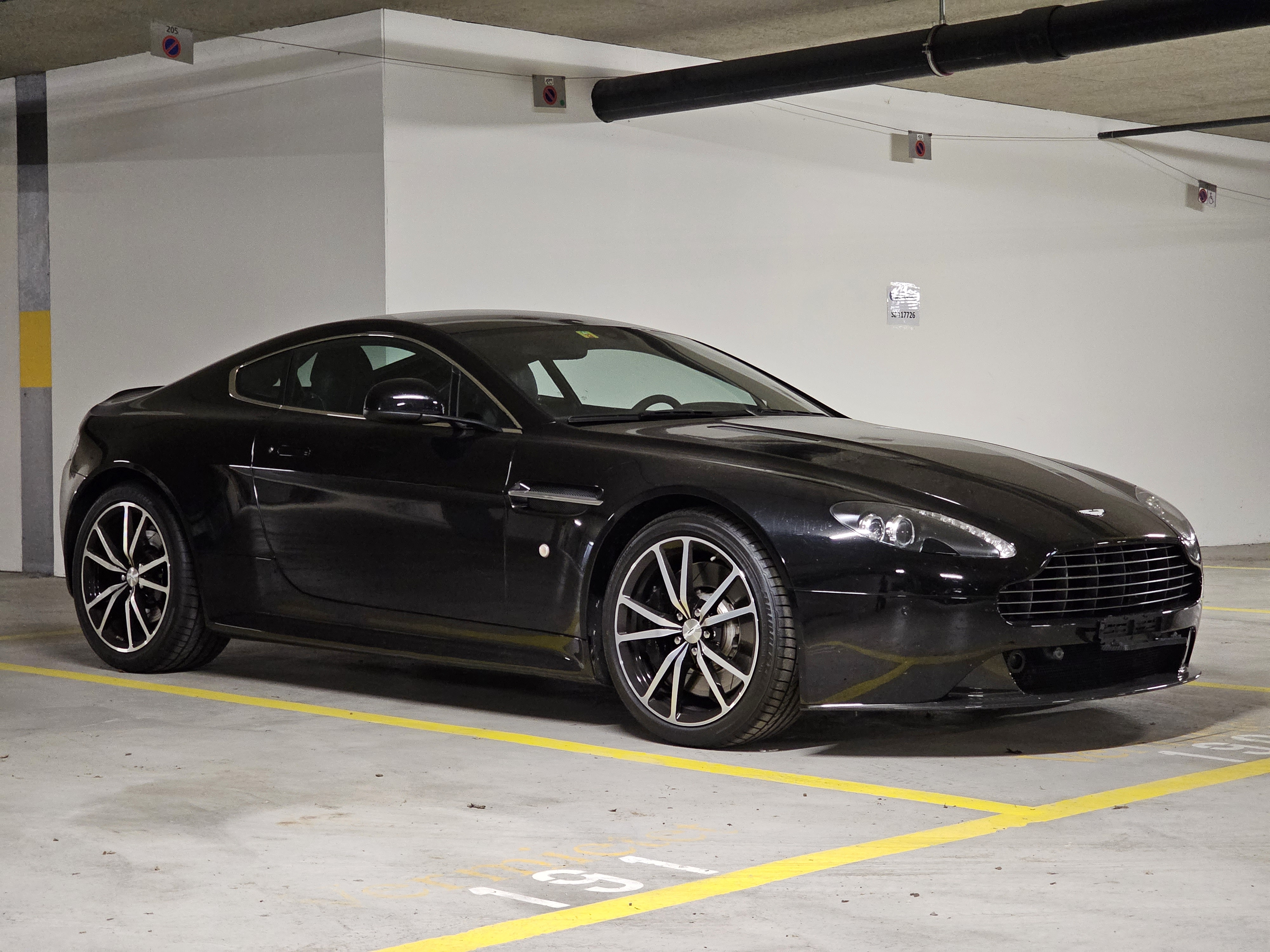
Aston Martin V8 Vantage S

25. ledna 2011 představil Aston Martin model V8 Vantage S, výkonnější a sportovnější verzi modelu V8 Vantage, která byla k dispozici v karosářských verzích kupé i kabriolet. Motor je shodný s osmiválcem AJ37 o objemu 4,7 litru, který se nachází v základním modelu Vantage po modernizaci v roce 2008, ovšem byl upraven tak, aby dosahoval maximálního výkonu 436 koní (321 kW) při 7300 ot/min a točivého momentu 490 N⋅m při 5000 ot/min, což představuje nárůst o 10 koní, resp. 20 Nm. Úpravy zlepšily čas zrychlení z 0 na 100 km/h na 4,5 sekundy a maximální rychlost na 304 km/h pro kupé i roadster. Došlo k vyztužení tlumičů a pružin a k dalším úpravám na podvozku, aby měl vůz sportovnější jízdní vlastnosti. Aerodynamická vylepšení zahrnují rozdílný přední nárazník s karbonovým splitterem, větší boční prahy, difuzor z uhlíkových vláken a větší zadní spoiler. Vantage S dostal také nová, pro tento model exkluzivní, kola. Významným rozdílem u modelu Vantage S je zařazení sedmistupňové automatizované manuální převodovky Sportshift II do standardní výbavy. Převodovka Sportshift II je o 24 kg lehčí než šestistupňová převodovka Sportshift montovaná do standardního modelu Vantage. To přispívá spolu s dalšími díly k úspoře hmotnosti k celkové pohotovostní hmotnosti vozidla 1,610 kg.

#### V12 Vantage (2009–2012)
11. prosince 2007, v rámci slavnostního otevření vlastního designérského studia Aston Martin, představila společnost koncept vozu designově vycházejícího z modelu V8 Vantage. Vůz, označený jako V12 Vantage RS, byl ovšem vybaven větším vidlicovým dvanáctiválcovým motorem AM11 z modelu DBS V12 a dosahoval výkonu 517 koní (380 kW) a točivého momentu 570 N⋅m. Tento výkon spolu s pohotovostní hmotností 1 680 kg umožnil vozu zrychlit z 0 na 100 km/h za 4,2 sekundy a dosáhnout maximální rychlosti 306 km/h. Mezi další doplňky patřil nový zadní difuzor, výsuvný zadní spoiler a karbon-keramické brzdy. Víko zavazadlového prostoru a kapota jsou rovněž vyrobeny z uhlíkových vláken, aby se snížila hmotnost vozu. Počátkem roku 2008 potvrdil generální ředitel společnosti Aston Martin výrobu modelu V12 Vantage RS na polovinu roku 2009. Další prototypy V12 Vantage RS se na autosalonech ukazovaly po celý rok 2008, než Aston Martin v roce 2009 představil sériovou verzi nazvanou jednoduše V12 Vantage.

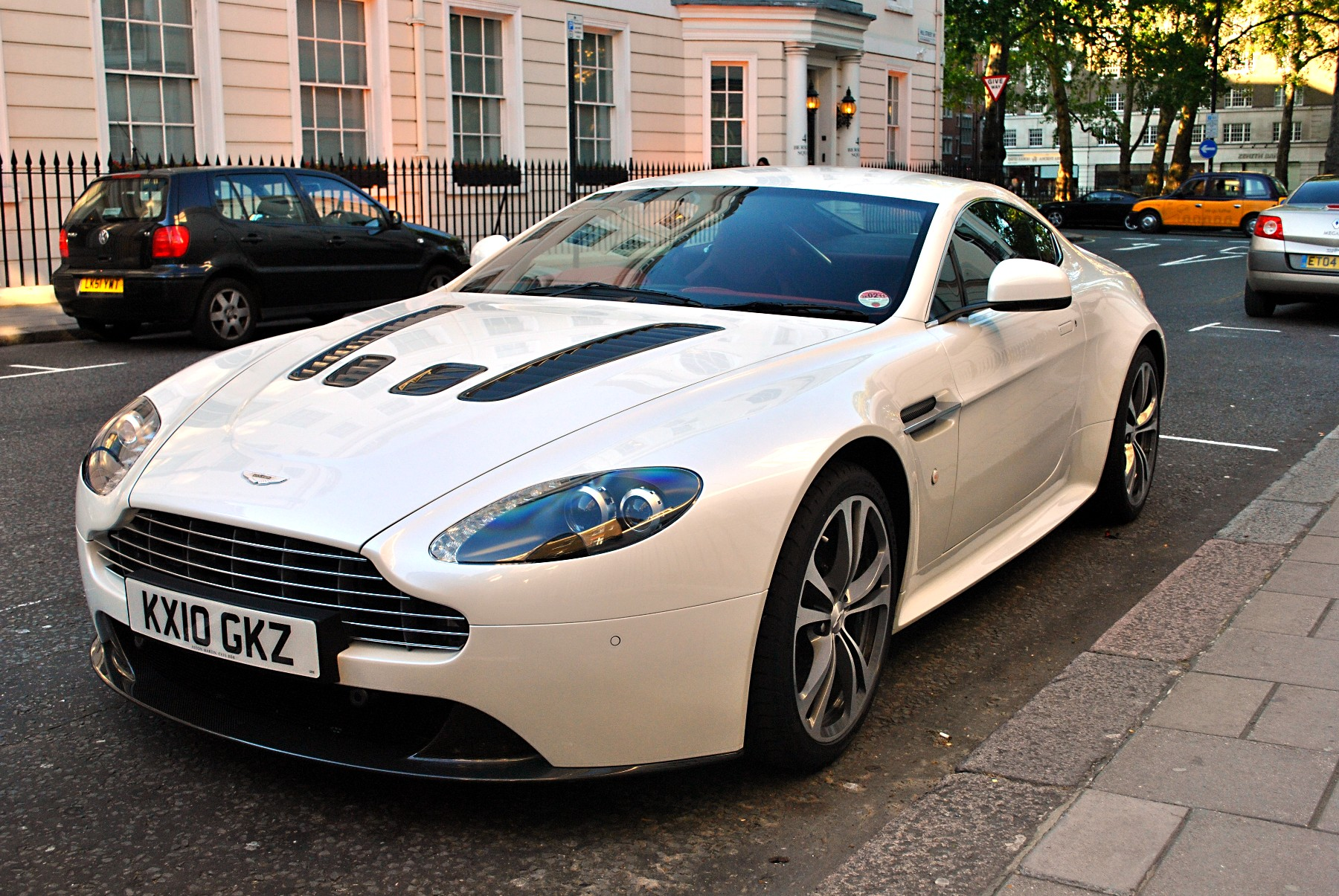
Aston Martin V12 Vantage

Původně mělo být vyrobeno pouze 1 000 vozů V12 Vantage, ale již v září 2009 byl model potvrzen pro trh Spojených států a tehdejší generální ředitel automobilky Ulrich Bez potvrdil, že po úspěšné homologaci pro prodej na americký trh dojde k navýšení výroby na více kusů, než bylo plánováno. Na základě vozu V12 Vantage byly také od roku 2011 stavěny závodní speciály značky pro kategorii GT3, k čemuž se předtím používal větší DB9.
V roce 2013 Aston Martin představil verzi kabrioletu nazvanou V12 Vantage Roadster, která byla vyrobena v omezeném počtu 101 kusů. Podobně jako kupé měla tato verze větší zadní spoiler a například karbonovou kapotu. Roadster s pohotovostní hmotností 1,760 kg váží o 80 kg více kvůli úpravám tuhosti podvozku. Kvůli dodatečné hmotnosti má verze roadster pomalejší zrychlení z 0 na 100 km/h za 4,5 sekundy, ale zachovává si maximální rychlost kupé 306 km/h.

#### V12 Vantage S (2013–2018)

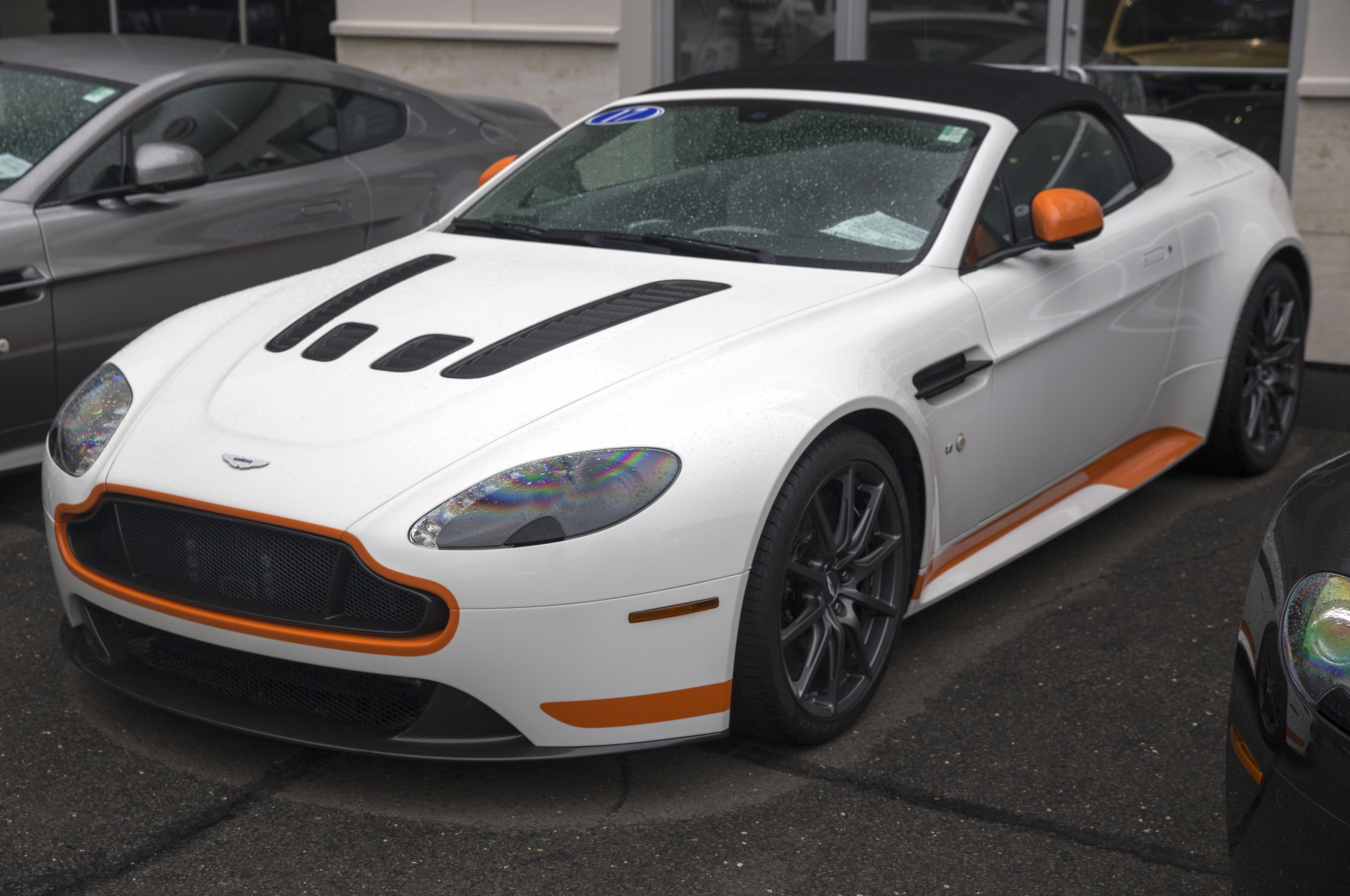
Aston Martin V12 Vantage S Roadster (2017)

28. května 2013 Aston Martin představil V12 Vantage S - ještě sportovnější verzi předchozího modelu V12 Vantage. V12 Vantage S dosahuje výkonu 573 koní (421 kW) při 6750 ot/min a točivého momentu 620 N⋅m při 5750 ot/min díky přepracovanému motoru V12 o objemu 5,9l s názvem AM28, který později sloužil jako základ pro motory budoucích větších modelů značky. Výkon je přenášen na zadní kola pomocí nové sedmistupňové automatizované manuální převodovky Sportshift III, která váží o 25 kg méně než Sportshift II. S celkovou pohotovostní hmotností 1 665 kg byl V12 Vantage S lehčí než předchozí V12 Vantage a byl vybaven novými karbon-keramickými brzdami a třístupňovým adaptivním odpružením, s novým režimem Track pro lepší jízdní vlastnosti na okruhu. V12 Vantage S údajně dokáže zrychlit z 0 na 100 km/h za 3,9 sekundy a dosáhnout maximální rychlosti 330 km/h, čímž se vedle modelu One-77 stal v té době nejrychlejším sériově vyráběným Aston Martinem. Ze supersportovního One-77 byl převzat výfukový systém. Stylistické a aerodynamické změny exteriéru zahrnují přední mřížku z uhlíkových vláken, černou střechu a černé detaily na zádi, kola z lehké kované slitiny a nové povrchové úpravy sedadel, dveří a ovládacích prvků v interiéru.
Aston Martin v roce 2014 uvedl na trh také verzi kabriolet s názvem V12 Vantage S Roadster. Roadster s pohotovostní hmotností 1,745 kg je o 80 kg těžší než kupé a kvůli vyšší hmotnosti zrychluje z 0 na 100 km/h za 4,1 sekundy a dosahuje maximální rychlosti 323 km/h.

#### Vantage GT12 (2015)

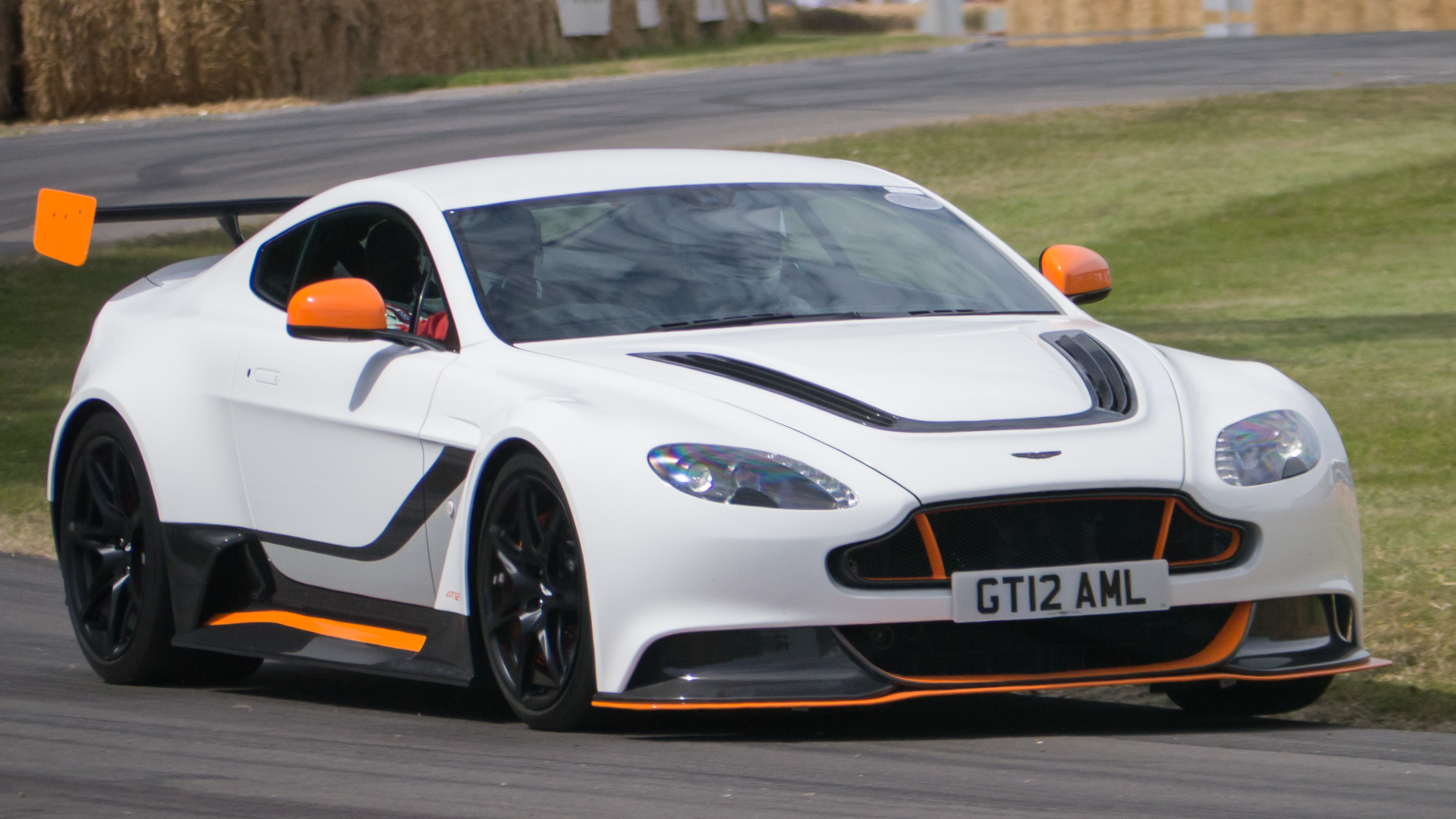
Aston Martin Vantage GT12

Na ženevském autosalonu 2015 Aston Martin představil speciální verzi Vantage, inspirovanou závodní verzí V12 Vantage kategorie GT3, pojmenovanou jednoduše Vantage GT3, s plánovanou výrobou 100 kusů. Po stížnosti automobilky Porsche na použití označení "GT3" byl vůz přejmenován na Vantage GT12. Vantage GT12 je vybaven novou iterací motoru V12 AM28 o objemu 5,9 litru, který dosahuje výkonu 600 koní (441 kW) a točivého momentu 625 N⋅m. Pohotovostní hmotnost vozu je 1,565 kg a z 0 na 100 km/h dokáže zrychlit za 3,5 sekundy.

#### Vantage AMR (2017)
V roce 2017 a s blížícím se koncem výroby první generace Vantage představil Aston Martin speciální edici AMR (Aston Martin Racing) pro obě motorové varianty V8 a V12. Výroba byla omezena na 300 vozů rozdělených mezi 200 vozů V8 a 100 vozů V12. Vozy AMR produkují stejný výkon 436 a 573 koní jako vozy V8 a V12 Vantage S. K dispozici byl buď jako kupé, nebo jako roadster.

## Druhá generace (2018–)

### Technické specifikace
Vantage druhé generace byl představen 21. listopadu 2017 a první vozy byly zákazníkům doručeny v červnu 2018. Jakožto model, jenž byl již vyvíjen po přiblížení značky Aston Martin k automobilce Mercedes-Benz, využívá stejně jako větší DB11 z roku 2016 některé mechanické části či infotainment v interiéru právě od Mercedesu-Benz. Vantage V8 využívá osmiválcový vidlicový 4,0litrový motor M177 od Mercedesu-AMG, který má výkon 503 koní (375 kW) a točivý moment 505 N.m. Vůz je schopen zrychlit z 0 na 100 km/h za 3,6 sekundy a dosáhnout maximální rychlosti 314 km/h.

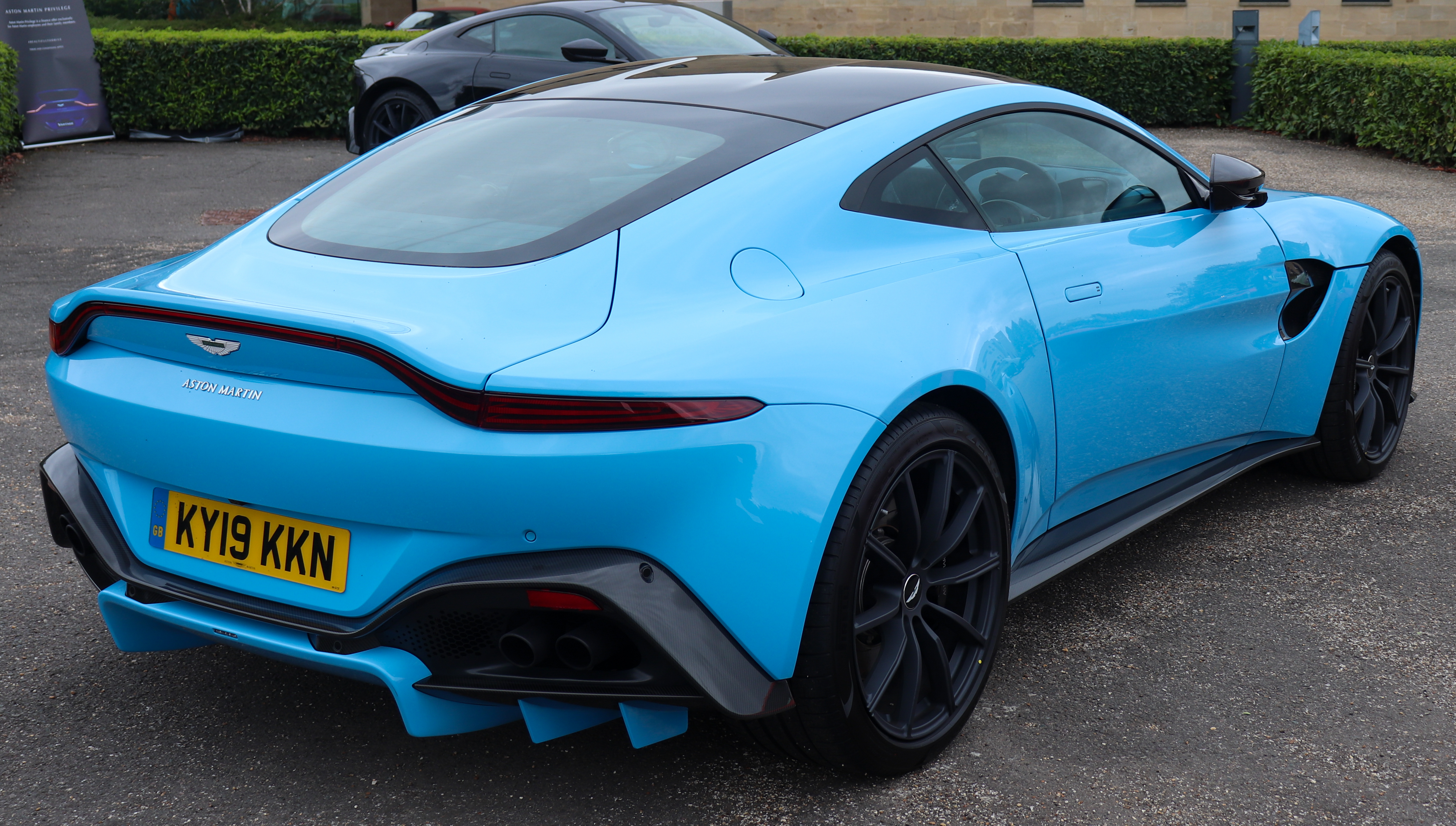
Aston Martin Vantage (před faceliftem)

Vantage používá buď vzadu umístěnou osmistupňovou automatickou převodovku vyráběnou společností ZF Friedrichshafen nebo sedmistupňovou manuální převodovku. Vantage je jediným vozem, který používá osmiválec Mercedes-AMG a kombinuje jej s manuální převodovkou. Motor je vepředu umístěn co nejvíce vzadu v šasi jak je to možné, aby bylo dosaženo ideálního rozložení hmotnosti 50/50 mezi přední a zadní nápravou. Vantage je také prvním sériově vyráběným vozem Aston Martin, který je vybaven elektronicky řízeným diferenciálem s vektorováním točivého momentu. Vůz je postaven na nové platformě z lepeného hliníku jenž již představil dřívější DB11, ačkoli přibližně 70 % komponentů je jedinečných pro Vantage. Vůz má suchou hmotnost 1 530 kg.
Design modelu Vantage je inspirován modelem Vulcan určeným pouze pro okruhy a nesériovým modelem DB10, speciálně navrženým a vyrobeným pro film Spectre s Jamesem Bondem. Masivní přední mřížka, inspirovaná právě modelem Vulcan, napomáhá účinnému chlazení motoru. Z důvodu úspory hmotnosti postrádá Vantage přihrádku pro spolujezdce a zachovává jednoduchý design středové konzole a interiéru, který je obecně více sportovní na rozdíl od luxusnějších modelů jako DB11 či DBS Superleggera.

### Modernizace
V roce 2024 a pro modelový rok 2025 prošel model Vantage výrazným faceliftem. Nový model se vyznačuje zcela novou přední maskou, která zvyšuje průtok vzduchu k chladiči motoru o 50 %, upraveným designem boků a zádě, modernizovaným interiérem s vlastním infotainmentem s 10,25palcovou obrazovkou převzatého z modelu DB12, vyztuženou konstrukcí karoserie a lepšími jíždními vlastnostmi.
Nejvýraznější změnou je výrazně přepracovaná verze 4,0litrového twin-turbo motoru V8 od Mercedes-AMG, který nyní dosahuje výkonu 656 koní (489 kW) a točivého momentu 800 N⋅m. Jedná se o největší nárůst výkonu při modernizaci v historii značky Aston Martin, kdy výkon vzrostl o 30 % (153 koní, 114 kW) a točivý moment o 15 % (o 115 N⋅m). Modernizovaný Vantage je schopen zrychlit z 0 na 100 km/h za 3,5 sekundy a dosáhnout maximální rychlosti 325 km/h.

### Verze

#### Vantage Roadster (2020–)

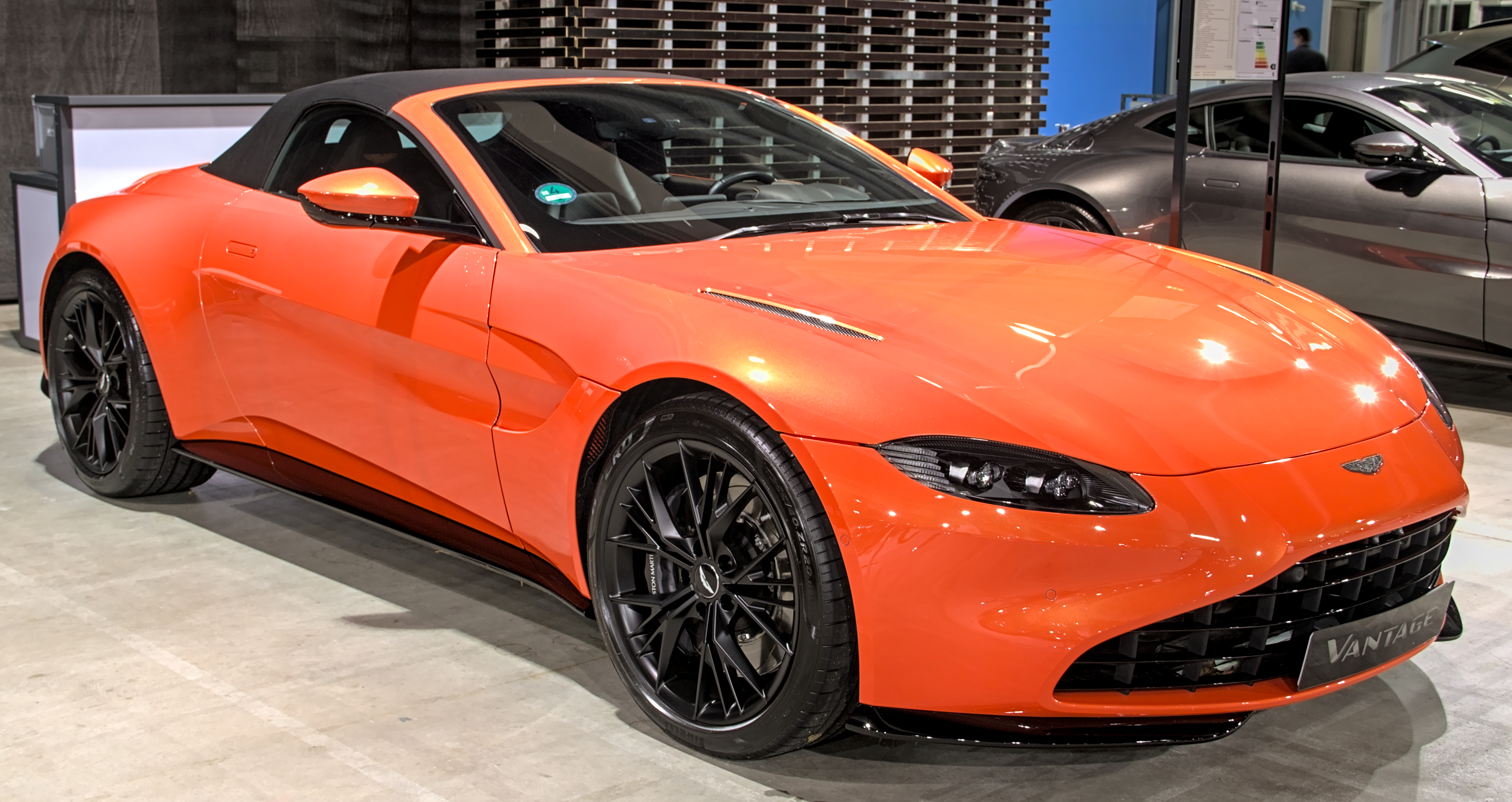
Aston Martin Vantage Roadster (před faceliftem, 2017)

Vantage Roadster se představil v únoru 2020 a jde o vůz karoserie kabriolet s látkovou střechou, jinak je téměř identický se standardním kupé V8 Vantage. Střecha je údajně nejrychlejší ze všech kabrioletů na trhu – stažení střechy trvá 6,7 sekundy a zvednutí 6,8 sekundy a lze ji ovládat při rychlosti až do 50 km/h. Vantage Roadster má suchou hmotnost 1,628 kg.

#### Vantage AMR (2019)
V květnu 2019 byl na trh uveden Vantage AMR, varianta modelu Vantage vyladěná na závodní okruhy. Osmistupňová automatická převodovka byla nahrazena sedmistupňovou manuální převodovkou se systémem "dog leg", která se dříve používala u přechozí generace V12 Vantage S. AMR je také vybaven systémem AMSHIFT, který automaticky reguluje plyn při řazení. Nový samosvorný diferenciál zajišťuje lineární přenos výkonu. Výkonové pásmo motoru je širší a agregát je navržen tak, aby poskytoval točivý moment 625 N⋅m v rozsahu od 2 000 do 5 000 otáček za minutu.
Použití manuální převodovky a karbon-keramických brzd snižuje hmotnost o 95 kg. Nové adaptivní tlumiče s jízdními režimy Sport, Sport+ a Track zlepšují jízdní vlastnosti. Vůz zrychluje z 0 na 100 km/h za 3,9 sekundy, což je o půl sekundy méně než u standardního modelu Vantage, zatímco maximální rychlost zůstává stejná jako u standardního modelu. Vizuální změny zahrnují 20palcová kovaná kola, nové karbonové boční průduchy a chladicí otvory přítomné na kapotě, sportovní výfukový systém se čtveřicí koncovek výfuku a závodní sedadla v interiéru.
Výroba modelu AMR byla celosvětově omezena na 200 kusů. Mezi dostupné barvy exteriéru modelu AMR patřily modrá Sabiro, černá Pnyx, šedá China a bílá Stone. Posledních 59 vozů bylo dokončeno v exteriérové barvě Sterling Green s limetkovými prvky a vzdává hold vítězství Astonu Martin v závodě 24 hodin Le Mans v roce 1959. Po ukončení výroby edice AMR byla sedmistupňová manuální převodovka dostupná i pro standardní Vantage.

#### V12 Vantage

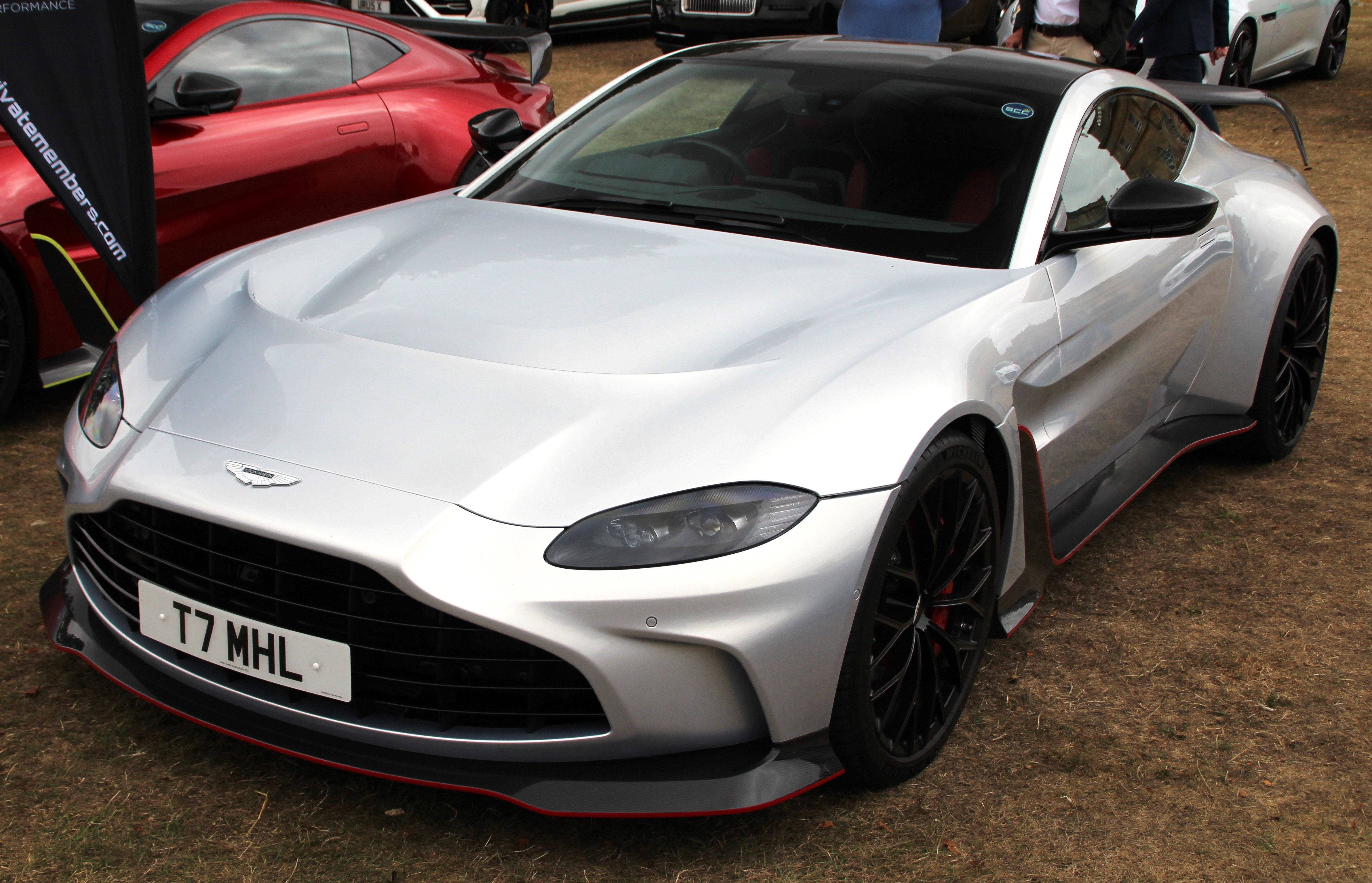
Aston Martin Vantage V12

V prosinci 2021 Aston Martin potvrdil, že se pracuje na vývoji modelu Vantage s větším vidlicovým dvanáctiválcovým motorem, který by měl být uveden na trh v roce 2022. V12 Vantage byl oficiálně představen 16. března 2022 a jeho výroba byla omezena na pouhých 333 kusů. Využívá 5,2litrový dvakrát přeplňovaný dvanáctiválec AE31 a disponuje výkonem 690 koní (515 kW) a točivým momentem 753 N⋅m. Kromě toho má V12 Vantage přepracované odpružení, o 40 mm zvětšený rozchod kol, nové aerodynamické prvky, které vytvářejí až 204 kg přítlaku, a čas zrychlení z 0 na 100 km/h 3,5 sekundy. Jeho pohotovostní hmotnost činí 1,795 kg a stal se posledním vozem Aston Martin Vantage, který používal motor V12. Později v roce 2022 byl představen ještě kabriolet V12 Vantage Roadster, identický s kupé, pouze s větší váhou 1,850 kg. V12 Vantage Roadster byl omezen na 249 vozů.